# Concatenação de duas linguagens regulares
Na teoria das linguagens formais, e em particular na teoria dos autômatos finitos não determinísticos, é conhecido que a concatenação de duas linguagens regulares é uma linguagem regular. Este artigo fornece uma prova desta afirmação.

## Teorema
Para quaisquer linguagens regulares {\displaystyle L_{1}} e {\displaystyle L_{2}}, a linguagem {\displaystyle L_{1}\circ L_{2}} é regular.

Prova

Uma vez que {\displaystyle L_{1}} e {\displaystyle L_{2}} são regulares, existem AFNs {\displaystyle N_{1}e\ N_{2}} que reconhecem {\displaystyle L_{1}} e {\displaystyle L_{2}}, respectivamente.
A ideia é adicionar transições {\displaystyle \varepsilon } partindo dos estados de aceitação de {\displaystyle N_{1}} para o estado inicial de {\displaystyle N_{2}}, significando que ele encontrou uma parte inicial da entrada que constitui uma cadeia em {\displaystyle L_{1}}. Os estados de aceitação de {\displaystyle N_{1}} deixam de ser estados de aceitação, e o estado inicial de {\displaystyle N_{2}} deixa de ser estado inicial, passando a serem estados do autômato {\displaystyle N}.
Por conseguinte, {\displaystyle N} aceita uma cadeia de entrada quando podemos dividi-la em duas partes, sendo a primeira aceita por {\displaystyle N_{1}} e a segunda aceita por {\displaystyle N_{2}}. Portanto, {\displaystyle N} "adivinha" não-deterministicamente onde fazer a divisão necessária.

Seja
{\displaystyle N_{1}=(Q_{1},\ \Sigma ,\ T_{1},\ q_{1},\ A_{1})}
{\displaystyle N_{2}=(Q_{2},\ \Sigma ,\ T_{2},\ q_{2},\ A_{2})}

Vamos construir
{\displaystyle N=(Q,\ \Sigma ,\ T,\ q_{1},\ A_{2})}

tal que

1. {\displaystyle Q=Q_{1}\cup Q_{2}}
Os estados de {\displaystyle N} são todos os estados de {\displaystyle N_{1}} e {\displaystyle N_{2}}.

2. O estado inicial {\displaystyle q_{1}} de {\displaystyle N} é o estado inicial de {\displaystyle N_{1}}.

3. Os estados de aceitação {\displaystyle A_{2}} de {\displaystyle N} são os estados de aceitação de {\displaystyle N_{2}}.

4. Defina T de modo que para qualquer {\displaystyle q\in Q} e qualquer {\displaystyle x\in \Sigma _{\varepsilon }},
{\displaystyle T(q,x)=\left\{{\begin{array}{lll}T_{1}(q,x)&&q\in Q_{1}\ e\ q\notin A_{1}\\T_{1}(q,x)&&q\in A_{1}\ e\ x\neq \varepsilon \\T_{1}(q,x)\cup \left\{q_{2}\right\}&&q\in A_{1}\ e\ x=\varepsilon \\T_{2}(q,x)&&q\in Q_{2}\\\end{array}}\right.}